# Camilo Valenzuela
Camilo Enrique Valenzuela Godoy (24 de febrero de 1916-1 de mayo de 1976)  fue un general chileno y jefe de la Guarnición de Santiago de Chile. En 1970 él condujo un grupo que con la intención de evitar que el recién electo Salvador Allende asumiera como presidente, intentó secuestrar al comandante en jefe del Ejército René Schneider, de línea constitucionalista, quién ante su resistencia fue asesinado.

## Reuniones previas
El General Camilo Valenzuela se reunió con otros jefes de las Fuerzas Armadas de Chile, previamente contactados por la CIA o por la ONI, como el Almirante José Toribio Merino. Otros oficiales contactados fueron el almirante Hugo Tirado, el General de Carabineros Vicente Huerta Celis, el Coronel Igualt y un grupo de civiles.

## Intento de secuestro del Comandante del Ejèrcito de Chile y su posterior asesinato

### Primera tentativa
El 19 de octubre de 1970, el grupo, suministrado de granadas de gas lacrimógeno entregadas por la CIA, hizo una tentativa de secuestrar a Schneider cuando él se marchaba a una cena ofrecida por los generales de Santiago en la casa fiscal del Comandante en Jefe, en la Avenida Presidente Errázuriz. Pero la tentativa falló porque Schneider se marchó en un coche privado y no en el vehículo oficial esperado.

### Segunda tentativa
Una segunda tentativa, el 20 de octubre también fracasó. La Agencia Central de Inteligencia aseguró Valenzuela que el " apoyo del gobierno estadounidense a grupos antiallendistas continúa." Pero ellos también concluyeron:

"ya que el grupo de Valenzuela tiene por lo visto la dificultad considerable que ejecuta hasta el primer paso de su plan de golpe, la perspectiva para una sucesión de golpe o hasta ocurrir antes del 24 de octubre [el día de la votación en el Congreso] ahora parece remoto."
Comité Church

### Tercer intento de secuestro fallido y asesinato de Schneider
A las 2h00, el 22 de octubre, tres subametralladoras, munición y de 8 a 10 granadas de gas lacrimógeno fueron entregadas por la CIA al grupo de Valenzuela. Pero antes de que Valenzuela pudiese hacer un nuevo intento de secuestro, Schneider fue herido más tarde ese día por un grupo conducido por Roberto Viaux, y murió tres días después en el hospital.

## Allende asume como Presidente
Después del atentado, Valenzuela fue designado "Jefe de Plaza para el Orden público" / jefe de la provincia de Santiago y Schneider fue sucedido por el General Carlos Prats. Como Jefe de la Plaza de Santiago Camilo Valenzuela autoriza el discurso de la victoria de Salvador Allende, tal como él mismo reconociò en ese discurso. En la noche del 4 de septiembre de 1970, mientras se anunciaban oficialmente los cómputos casi finales de la elección presidencial, que daban una mayoría relativa a Salvador Allende, se vivieron momentos angustiantes, cuando tanques y militares dirigidos por el general Camilo Valenzuela, avanzaron hacia el Palacio de La Moneda.

....Quiero antes de terminar, y es honesto hacerlo así, reconocer que el gobierno entregó las cifras y los datos de acuerdo con los resultados electorales. Quiero reconocer que el jefe de plaza, General Camilo Valenzuela, autorizó este acto, acto multitudinario, en la convicción y certeza que yo le diera de que el pueblo se congregaría, como está aquí en actitud responsable, sabiendo que ha conquistado el derecho a ser respetado en su victoria, el pueblo que sabe que entrará conmigo a La Moneda el 4 de noviembre de este año. Quiero destacar que nuestros adversarios de la Democracia cristiana han reconocido en una declaración, la victoria popular. No le vamos a pedir a la derecha que lo haga. No lo necesitamos. No tenemos ningún ánimo pequeño en contra de ella. Pero ella no será jamás capaz de reconocer la grandeza que tiene el pueblo en sus luchas, nacida de su dolor y de su esperanza...
Fragmento del discurso de Salvador Allende el 4 de septiembre de 1970 ]. 

El 24 de octubre, el Congreso confirmó a Allende como presidente. Las tentativas de impedir que tomara posesión del cargo habían fallado.

### Proceso judicial y nexos con la CIA
La justicia militar concluyó como autores materiales de los disparos a Julio Bouchón, José Melgoza Garay y León Cosmelli. Además que el asesinato de Schneider estaba planeado por dos grupos militares, uno conducido por Roberto Viaux y el otro por el General Camilo Valenzuela. Viaux y Valenzuela fueron condenados por su eventual conspiración para causar un golpe de Estado, y Viaux también fue condenado por el secuestro.
La CIA, bajo el nombre de "track two", financió a estos grupos en su intento de evitar la llegada de Allende a la presidencia mediante un golpe de Estado. Luego de revisar los planes de Viaux, la CIA determinó que no tendría éxito, y que no lo apoyarían por ser muy prematuro el forzar un golpe de Estado. De igual manera, Viaux realizó el intento de secuestro “actuando de manera independiente de la CIA en ese momento”.
El grupo golpista liderado por el general Camilo Valenzuela era “un grupo bien conocido por la CIA y evaluado como capaz de llevar a cabo con éxito un golpe”. Fue armado con tres subametralladoras, municiones y 8 a 10 granadas de gas lacrimógeno. Estas armas no fueron utilizadas y fueron devueltas a la CIA.

”un miembro del grupo de Viaux que había evitado ser detenido se recontactó con la Agencia y pidió asistencia económica para el grupo. Aunque la Agencia no tenía obligación alguna con este grupo porque había actuado por su cuenta, en un esfuerzo por mantener en secreto el contacto previo con este grupo, y por razones humanitarias, se le entregó 35.000 dólares.”
El Informe Hinchey   noviembre de 1970 

Los hijos del General, René y Raúl Schneider Arce, presentaron una querella en una corte federal en Washington el 10 de septiembre de 2001. En ella fueron acusados por el apoyo otorgado al secuestro y asesinato de Schneider: Henry Kissinger, el exdirector de la CIA, Richard Helms, el agregado militar estadounidense en Chile en 1970, Paul Wimert, y otros elementos de la Casa Blanca.
La defensa de Kissinger, argumentó que su responsabilidad es política y no legal. La Corte Suprema de los Estados Unidos aceptó esa postura en un fallo de abril de 2006.
El 16 de junio de 1972, el juicio a Roberto Viaux Marambio determinó: veinte años de presidio mayor en su grado máximo por el secuestro con resultado de muerte de Schneider y cinco años de extrañamiento por infringir la Ley de Seguridad Interior del Estado. El 4 de septiembre de 1973, Viaux parte a Paraguay a cumplir su condena de extrañamiento.
En el 2002, el exsecretario de Estado estadounidense Henry Kissinger ha sido requerido por tribunales en Francia, Argentina y Chile para declarar como testigo en casos de violaciones a los derechos humanos en el Cono Sur, además de una querella criminal en Chile por la Operación Cóndor. En Estados Unidos, se le cuestiona o acusa de complicidad por su rol en matanzas, crímenes y golpes de Estado desde Asia a Sud América. Sin embargo, hay un solo crimen en que las huellas de Kissinger han quedado estampadas sin lugar a dudas: el asesinato del Comandante en Jefe del Ejército chileno, general René Schneider.

### Posterior juicio
Los tribunales militares en Chile encontraron que la muerte de Schneider fue causada por dos grupos militares, un conducido por Roberto Viaux y otro por Camilo Valenzuela.

### Condenas
- Viaux y Valenzuela fueron condenados de cargos de conspiración para causar un golpe.
- Viaux también fue condenado por el secuestro
- La CIA ayudó a ambos grupos

## Pinochet intercede por él
Algunos años después, ya durante la dictadura militar, el general Sergio Arellano Stark, quien actuando por orden de Augusto Pinochet asesinó a casi un centenar de prisioneros políticos durante la caravana de la muerte, intercedió personalmente para que su amigo y colaborador el general Camilo Valenzuela no tuviera que ir a firmar al patronato de reos.